# برین گان
برین گان (انگلیسی: Bryn Gunn؛ زادهٔ ۲۱ اوت ۱۹۵۸) بازیکن فوتبال اهل بریتانیا است.
از باشگاه‌هایی که در آن بازی کرده‌است می‌توان به باشگاه فوتبال ناتینگهام فارست، باشگاه فوتبال منزفیلد تاون، باشگاه فوتبال پیتربورو یونایتد، باشگاه فوتبال چسترفیلد، باشگاه فوتبال والسال، و باشگاه فوتبال شروزبری تاون اشاره کرد.